# René Mitteregger
René Mitteregger (* 9. Juli 1977 in Leoben) ist ein ehemaliger österreichischer Fußballspieler.

## Karriere
Mitteregger begann seine Karriere beim FC Rot-Weiß Knittelfeld. Zur Saison 1996/97 wechselte er zum Zweitligisten DSV Leoben. Sein Debüt für Leoben in der zweiten Liga gab er im Juli 1996, als er am ersten Spieltag jener Saison gegen den VfB Mödling in der Startelf stand und in der 58. Minute durch Jürgen Saler ersetzt wurde. In seinen zwei Jahren bei Leoben absolvierte er 37 Zweitligaspiele, in denen er keinen Treffer erzielte.
Zur Saison 1998/99 wechselte Mitteregger zum Bundesligisten SK Rapid Wien. Sein erstes und einziges Spiel für Rapid in der Bundesliga absolvierte er im April 1999, als er am 30. Spieltag jener Saison gegen den Grazer AK in der 90. Minute für Jürgen Saler eingewechselt wurde.
Nach einer Saison bei Rapid wechselte er im Sommer 1999 zum Zweitligisten VfB Admira Wacker Mödling. Im September 1999 erzielte er bei einem 1:0-Sieg gegen den FCN St. Pölten seinen ersten Treffer in der zweithöchsten Spielklasse. 2000 stieg er mit der Admira in die Bundesliga auf. In der Aufstiegssaison 1999/2000 kam er zu 13 Zweitligaeinsätzen für die Niederösterreicher.
Nach dem Aufstieg schloss er sich zur Saison 2000/01 dem Regionalligisten FC Zeltweg an. Nach zwei Saisonen bei Zeltweg wechselte er im Sommer 2002 zum Ligakonkurrenten FC Gratkorn. Mit Gratkorn stieg er 2004 in die zweithöchste Spielklasse auf. Für Gratkorn absolvierte er daraufhin noch über 100 Spiele in der zweiten österreichischen Liga. Nach sechs Jahren beim Verein kehrte er 2008 zum inzwischen fünftklassigen FC Zeltweg zurück. Mit Zeltweg konnte er 2012 in die Landesliga aufsteigen. In dieser absolvierte Mitteregger in der Saison 2012/13 25 Spiele, jedoch stieg man zu Saisonende wieder aus der Landesliga ab.
Daraufhin wechselte er zum fünftklassigen ESV Knittelfeld. Nach vier Saisonen bei Knittelfeld beendete Mitteregger nach der Saison 2016/17 seine Karriere als Aktiver.